# مسرشمیت آگه
مسرشمیت آگ (به آلمانی: Messerschmitt AG) نام شرکت هواپیماسازی آلمانی بود که به‌ویژه با ساخت هواپیماهای ب‌اف ۱۰۹ و ام‌ئی ۲۶۲ در جریان جنگ جهانی دوم مشهور شد. این شرکت بعد از پایان جنگ جهانی دوم نیز به کار ادامه داد. پس از ادغام‌های پی‌درپی به شرکت مسرشمیت-بولکو-بلوم تبدیل شد و در سال ۱۹۸۹ شرکت داسو این شرکت را خریداری کرد و اکنون جزء شرکت دفاعی هوافضای اروپا (ایرباس) است.

## فعالیت
هواپیماهای شرکت مسرشمیت قبل از ظهور هواپیماهای هوریکن به عنوان بهترین هواپیماهای جنگ جهانی دوم شناخته شده بود و از اولین هواپیماهای جنگنده بمب افکن بود. این هواپیماها بسیار سبک بوده و مقاومت مناسبی از نظر فیزیکی نداشت. گفته شده‌است برخی از خلبانان انگلیسی با ضربه بال هواپیماهای هوریکن خود می‌توانستند در بال آنها شکستگی ایجاد کنند. مسلسل آنها قادر به شلیک ۱۴ گلوله در ثانیه بود و ۴۰۰۰ تیر قابل حمل خود را در ۴ الی پنج دقیقه مصرف می‌کرد این در حالی بود که هواپیمای هوریکن انگلیسی با پنج مسلسل ۵۲ گلوله در ثانیه شلیک می‌کرد.

## ساخت هواپیمای جت
این شرکت به همراه شرکت هاینکل در اواخر جنگ جهانی دوم به طور مشترک اولین هواپیمای جت را با نام ام‌ئی ۲۶۲ تولید کردند اما از آنجا که شرکت ماسرشمیت هواپیماهای بهتر و بیشتری می‌ساخت و نقش پررنگ‌تری در ساخت این هواپیما داشت این جت را با نام مسرشمیت ام‌ئی ۲۶۲ نام‌گذاری کردند.